# 太平镇 (镇原县)
太平镇，是中华人民共和国甘肃省庆阳市镇原县下辖的一个乡镇级行政单位。

## 行政区划
太平镇下辖以下地区：
俭边村、兰庙村、席兰村、枣林村、柴庄村、慕坪村、老庄村、大塬村、丁岘村、南庄村、何湾村、上城村和柳咀村。